# Subsecretaria d'Interior
La Subsecretaria de l'Interior, Subsecretaria d'Interior o Subsecretaria del Ministeri de l'Interior és l'única Subsecretaria del Ministeri de l'Interior.

## Funcions
D'acord amb el Reial decret 770/2017, li correspon a la Subsecretària de l'Interior::
- La gestió i desenvolupament de la política normativa del Departament, així com la supervisió de la fonamentació tècnic-jurídica de tots els assumptes del Ministeri de l'Interior i els seus organismes que se sotmetin a la consideració de la Comissió General de Secretaris d'Estat i Subsecretaris i del Consell de Ministres.
- La coordinació, sota la superior direcció del Ministre, de les relacions dels diferents òrgans directius del Departament amb les Administracions autonòmiques.
- La gestió de les competències del Ministeri relatives als processos electorals i consultes directes a l'electorat, el registre dels partits polítics, la gestió de les subvencions i finançament dels partits polítics, així com l'exercici del dret d'asil.
- La gestió dels assumptes que es derivin de les relacions amb les Delegacions i Subdelegacions del Govern, en les matèries no atribuïdes específicament a altres òrgans del Departament.
- La coordinació i impuls de la política de tràfic i seguretat viària, i l'exercici de les competències del Ministeri sobre l'organisme autònom Prefectura Central de Trànsit.
- La gestió de les competències del Ministeri en relació amb la protecció civil i les emergències.
- L'exercici de les competències que té atribuïdes el Ministeri en matèria d'atenció i suport a les víctimes del terrorisme.
- La coordinació, direcció i planificació de la política de personal i la retributiva del personal del Departament.

El Reial decret li reconeix moltes més funcions a la Sotssecretaria en cas d'aquestes no estar distribuïdes en altres departaments. Per veure-les completes accedir a l'Article 7 del Reial decret 770/2017, de 28 de juliol, pel qual es desenvolupa l'estructura orgànica bàsica del Ministeri de l'Interior.

## Estructura
De la Sotssecretaria de l'Interior depenen els següents òrgans directius:
- Secretaria General Tècnica.
- Direcció general de Política Interior.
- Dirección General de Tráfico.
- Direcció general de Protecció Civil i Emergències.
- Direcció general de Suport a Víctimes del Terrorisme.
- Gabinet Tècnic de la Sotssecretaria.
- Oficina Pressupostària.
- Subdirecció General de Recursos Humans.
- Subdirecció General de Gestió Econòmica i Patrimonial.
- Oficialia Major.
- Subdirecció General de Qualitat dels Serveis i Innovació.

## Llista de Subsecretaris des de 1976
| Nom                                 | Professió / Cos de funcionari                                 | Any de naixement | Data de nomenament     |
| ----------------------------------- | ------------------------------------------------------------- | ---------------- | ---------------------- |
| José Miguel Ortí Bordás             | Advocat                                                       | 1938             | 23 de juliol de 1976   |
| Eduardo Navarro Álvarez             | Cos Superior d'Administradors Civils de l'Estat               | 1929             | 11 de juliol de 1977   |
| Jesús Sancho Rof                    | Professor Universitari                                        | 1940             | 3 de maig de 1978      |
| Julio Camuñas y Fernández-Luna      | Cos Superior d'Administradors Civils de l'Estat               | 1933             | 20 d'abril de 1979     |
| Luis Sánchez-Harguindey Pimentel    | Metge                                                         | 1935             | 13 de juny de 1980     |
| Juan José Izarra del Corral         | Cos d'Inspectors de Treball i SS                              | 1940             | 27 de març de 1981     |
| Carlos Sanjuán de la Rocha          | Comandant Jurídic de l'Armada                                 | 1938             | 7 de desembre de 1982  |
| Rafael Vera Fernández-Huidobro      | Arquitecte                                                    | 1945             | 8 de febrer de 1984    |
| José Luis Martín Palacín            |                                                               | 1944             | 24 d'octubre de 1986   |
| Santiago Varela Díaz                | Professor Universitari                                        | 1948             | 29 de juliol de 1988   |
| Víctor Moreno Catena                | Professor Universitari                                        |                  | 20 de juliol de 1993   |
| Fernando Puig de la Bellacasa       | Cos Superior d'Administradors Civils de l'Estat               | 1952             | 29 de desembre de 1993 |
| Luis Herrero Juan                   | Cos Superior d'Administradors Civils de l'Estat               | 1945             | 20 de maig de 1994 (1) |
| Leopoldo Calvo-Sotelo Ibáñez-Martín | Lletrat del Consell d'Estat                                   | 1957             | 7 de maig de 1996      |
| Ana María Pastor Julián             | Cos Superior de Salut Pública i Administració Sanitària       | 1957             | 2 de març de 2001      |
| María Dolores de Cospedal García    | Cos d'Advocats de l'Estat                                     | 1965             | 19 de juliol de 2002   |
| Soledad López Fernández             | Cos Superior d'Inspectors de Treball i Seguretat Social       | 1959             | 10 d'abril de 2004     |
| Justo Zambrana Pineda               | Cos Superior d'Administradors Civils de l'Estat               | 1947             | 21 d'abril de 2006     |
| Pilar Gallego Berruezo              | Cos Tècnic Superior de l'Administració de la Seguretat Social | 1959             | 15 de juliol de 2011   |
| Luis Aguilera Ruiz                  | Cos d'Advocats de l'Estat                                     | 1968             | 30 de desembre de 2011 |
| Isabel Goicoechea Aranguren         | Cos Superior d'Administradors Civils de l'Estat               | 1963             | 15 de juny de 2018     |